# Хедерлез (празник)
Хедерлез, Херделез или Ерделези је традиционални празник у славу пролећа. Обележава се код турских народа који на овај дан славе почетак пролећне испаше стоке. У Северној Македонији и Србији овај празник славе Роми. Хедерлез се слави сваке године 6. маја, као Дан пролећа, или празник буђења природе.
Усвајањем хришћанства, Хедерлез се поклопио са Ђурђевданом, који се такође слави 6. маја. Код неких народа, Свети Ђорђе се сматра заштитником не само ратника, већ и сточарства и пољопривреде, иако у биографији светитеља нема чињеница које би указивале на његову повезаност са пољопривредом. Али на неки начин древни пагански празник стопио се са хришћанским и слави се истог дана. Значење и ритуали празника Хедерлез међу народом Гагаузи и празника у част Светог Ђорђа међу народима балканско-карпатске регије су у много чему слични.
Уобичајено је да се Хедерлез слави у природи. То је и почаст древним обичајима предака, и прослава пролећа управо тамо где се то осећа најпотпуније - окружено првим зеленилом и цветним дрвећем и ливадама.
Празник херделез је 2017. године уврштен на Унескову листу нематеријалног културног наслеђа човечанства, као културно наслеђе Турске и Северне Македоније.

## Етимологија
Ритуали повезани са поштовањем паганског божанства, чија је обележја у хришћанству упио Свети Ђорђе, а у исламу пророк ал-Кадир (арап. ٱلْخَضِر‎, тур. Hızır), били су веома раширени међу многим народима Мале и средње Азије.
Етимолошки, име празника Хидрелез настало је од имена религијских ликова Хизир и Илиас (пророк Илија). Овај муслимански назив празника Хедерлез значи „дан пророка Илије - дан Хизир Илиаса“. Митолошки лик Хизир повезан је са изворима воде и делује као светац заштитник радника, давалац обиља и среће.
Сматра се да је Хизир митска личност о којој се понављају наративи у различитим митологијама и културама. Турски теолог Махмут Ерол Килич тур. Mahmut Erol Kılıç заступа идеју да су Идрис, Илиас и Хизир различита имена за једну исту личност, преузета у различитим временима и из различитих култура и да је овај лик идентичан лику бога Теута у Древном Египту, Еноха код Јевреја или Хермеса код Старих Грка.

## Церемоније током празника
Током обележавања ова прилика изводе се разне церемоније и ритуали повезани са природом, који гарантују благостање, плодност и просперитет породице и заједнице и штите стоку и усеве за наредну годину. Празник славе сви - породицаме, деца, млади, одрасли, а све је праћено музиком и плесом. Ритуали имају дубоко укорењена културна значења. Пружају заједници осећај припадности и културног идентитета и прилику за јачање односа. Сложена организација повезаних догађаја на локалном, регионалном и националном нивоу осигурава широко учешће појединаца, група и заједница. Херделез је препознат као кључни део културног идентитета локалних заједница и сродна знања и вештине преносе се у породици и између чланова заједнице усменом комуникацијом, посматрањем, учешћем и манифестацијама. Због тога је уврштен на Унескову листу нематеријалног културног наслеђа човечанства.

### Хедерлез код турских народа
Код турских народа стари је обичај да се на овај дан склапа договор између власника стоке и пастира. Супруге су испраћале своје мужеве на пашњаке и спремале им залихе хране за пут. За ту прилику спремала се гозба, на којој се неизоставно служио „курбан“ - јело од овчетине или јагњетине. Девојке и жене ујутру су се умивале росом за лепоту лица, а такође су се, касније током дана, купале у води у коју је потопљено лековито биље сакупљено тог јутра, ради доброг здравља. Такође, на овај дан поштована је и ритуална забрана активности везаних за оштре предмете, па је било забрањено шивење и кројење.
Током свечаности организована су и разна такмичења, од којих су главне биле коњске трке. И данас се, сваке године на Хедерлез, у малом молдавском граду Чатир-Лунга (рус. Чатыр-Лунга), познатом по фарми коња, организује коњичко такмичење „Алтин ат“ („Златни коњ“).
На постсовјетским територијама Хедерлез највише славе Гагаузи и кримски Татари. За народ Гагауз, од памтивека, овај празник је био повезан са идејом о цикличној подели године на две сезоне: од Хедерлеза до јесењег празника Касим траје лето, а од Касима до Хедерлеза зима. О Хедерлезу, са појавом првог зеленила на ливадама, стока се изводи на пашњаке, а кући се враћа тек почетком новембра, на Касим. Ова два празника симболизују почетак и крај сточарске и пољопривредне године, због чега су то били најзначајнији празници за Гагаузе.

### Хедерлез код Рома на Балкану
Херделез, односно Ђурђевдан се међу Ромском популацијом на Балкану традиционално слави од 6. до 9. маја. Роми су овај празник преузели од других народа, прилагодивши празничне церемоније својим веровањима. Овим празником они славе одлазак зиме и долазак свог омиљеног годишњег доба - лета. Пре празника обичај је да се куће чисте и фарбају у разне боје. Купује се нова одећа и обућа, да би се пресвукли онако како се и природа мења. Дан уочи прославе празника, 5. маја, одлази се у верске храмове у знак захвалности Богу. Истог дана сакупљају се зелене гране тополе и разно пролећно цвеће и лековито биље. Њиме се украшавају куће, а лековито биље се кува у води у којој се касније купају деца, да би била здрава као природа и висока попут тополе. У овим ритуалима гранчице, цвеће и „света водица” представљају симболе живота и пролећа. Касно поподне кољу се јагњад у част празника. Овај празник траје четири дана и обележава га посета рођака и пријатеља, уз пуно музике и богату трпезу. Последњег дана Роми излазе у природу како би испраћатили зиму и радовали се доласку лета.
Роми имају двосмислено обележавање овог празника, који носе са собом као животну вредност из своје прадомовине Индије. У Хедерлезу (неки научници овај ромски празник зову Какави) комбинују се два важна празника - празник Холи и прослава Божанства Индре. Празник Холи је врло старог порекла и описан је у древним индијским списима (сутрама) и има свој дубоки духовни значај. Суштина овог празника, који је повезан са многим митовима и легендама, је прослава коначне победе добра над злом. На сам дан празника, који се назива и фестивалом боја, људи се са великом радошћу поливају водом, играју, славе, радују се и дочекују лето. Друго значење је прослава Божанства Индре, које за разлику од многих других ведских божанства има свој људски облик.

#### Митови и легенде
Многи митски облици у борбама са демонима приписују се Индри, али један је посебан. У том миту, страшни змај (или змија) по имену Вртра (Препрека) заробио је воду у рекама и није дозволио наводњавање житних поља нити обезбеђивање воде за пиће људима или животињама. Индра убија змаја, пушта воде и доноси просперитет и обиље читавом живом свету. Ово је уједно и објашњење односа Рома према Херделезу и овај празник је тесно везан за њихов идентитет.